# Honda CBX
 (mai 2017).
Si vous disposez d'ouvrages ou d'articles de référence ou si vous connaissez des sites web de qualité traitant du thème abordé ici, merci de compléter l'article en donnant les références utiles à sa vérifiabilité et en les liant à la section « Notes et références ».

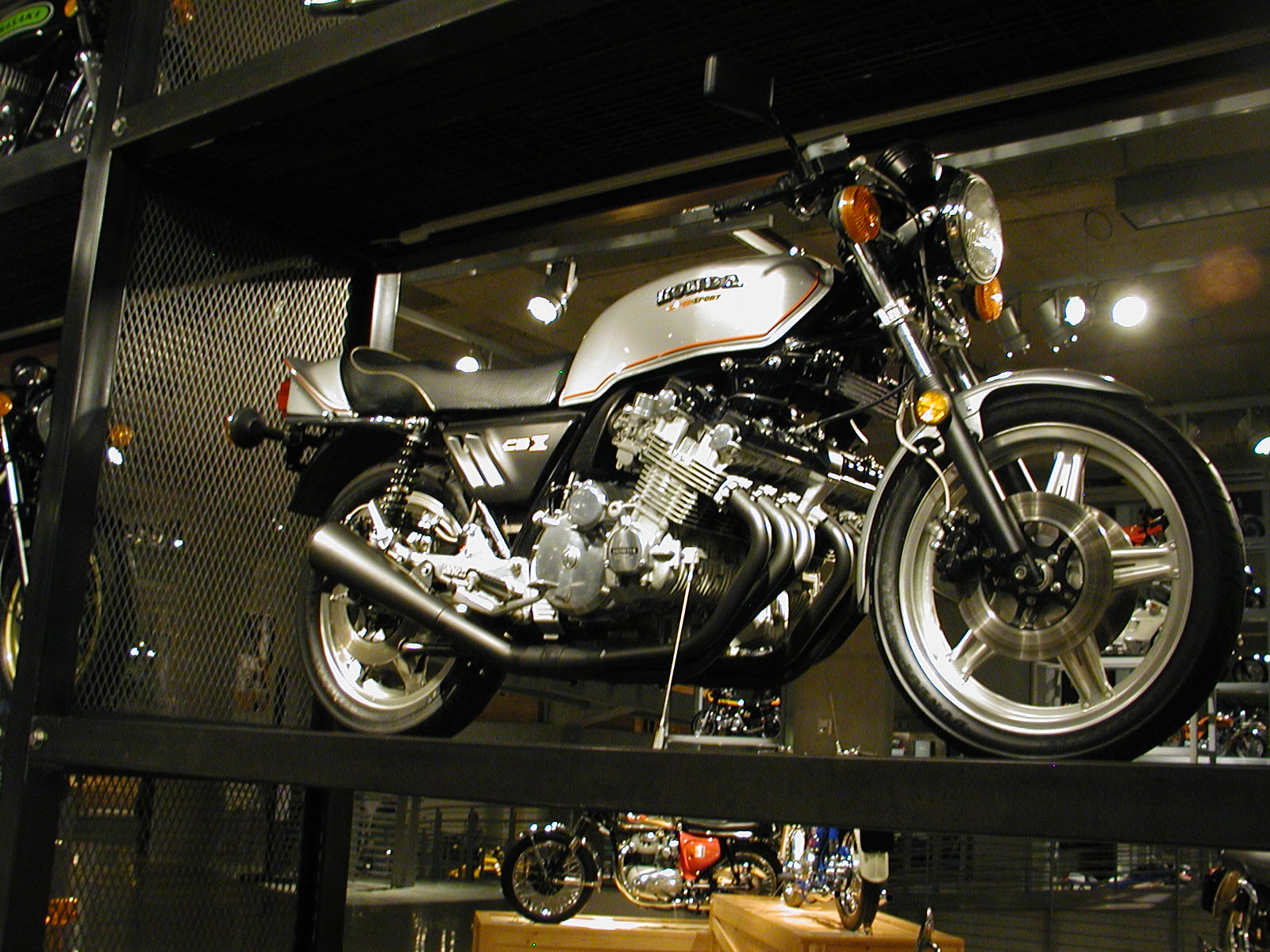
CBX 1000.

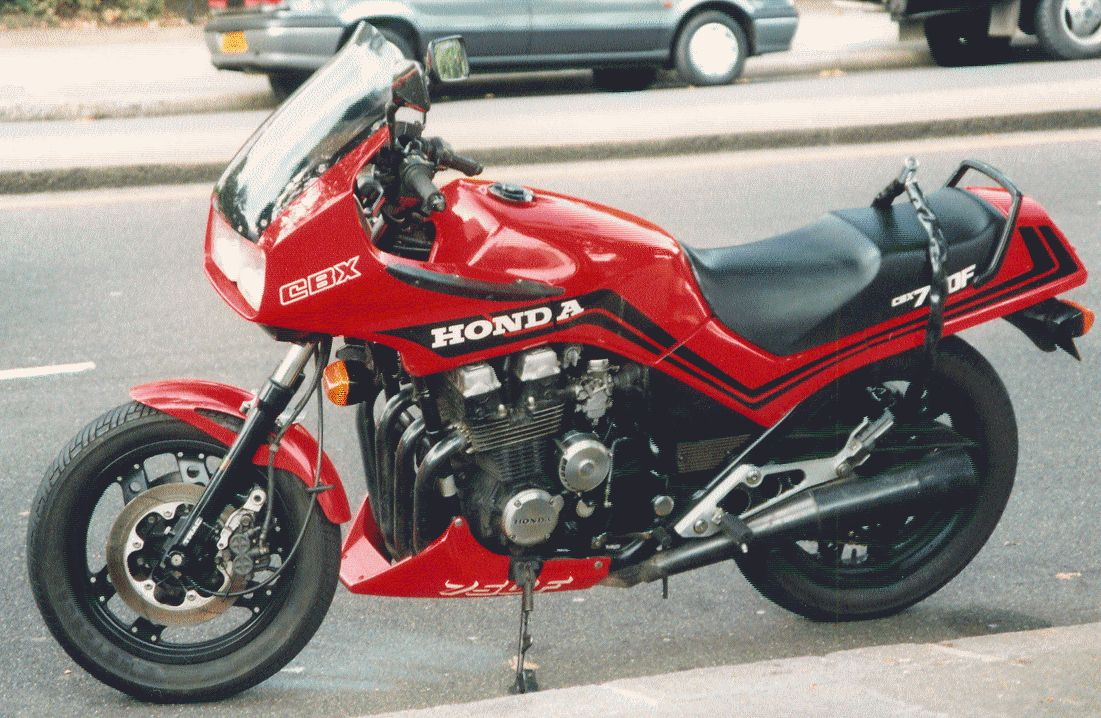
CBX 750.

Les Honda CBX sont des motos routières à tendance sportive commercialisées à partir de la fin des années 1970 par le constructeur Honda.
Il s'agit de modèles 4-temps, à moteur en ligne face à la route, de 250 à 1 000 cm3, à quatre soupapes par cylindre.
Le modèle phare, vitrine technologique héritière de la 250 cm3 6-cylindres de Grand Prix (RC166), est la CBX 1000 6-cylindres, 1 047 cm3, double arbres à cames en tête, 24 soupapes, 105 ch (la plus puissante de son époque) et 225 km/h. Ce modèle de prestige a été produit de 1978 à 1982, dont un modèle (CBX 1000 B) décliné en version grand tourisme de 1981 à 1982, avec un haut de carénage, une fourche de plus gros diamètre et une suspension arrière à mono-amortisseur Pro-Link.
En France, on commercialisa essentiellement des 400 et 550 cm3 4-cylindres et 16 soupapes, qui étaient dotées d'un curieux frein à disque, disque caché nommé « Inboard Ventilated Disc ». Ce dispositif de freinage a aussi été monté sur la Honda VT 500 E. D'autres modèles auront aussi leur succès commercial, dont les 750 CBX, diffusées en Europe. On trouva aussi des 650 4-cyclindres.
La 250 monocylindre n'a été diffusée que dans de rares pays.
Le sigle a été repris en 2001, avec la CBX 250 Twister, modèle monocylindre.